# Paczoskia longipes
Paczoskia longipes är en insektsart. Paczoskia longipes ingår i släktet Paczoskia och familjen långrörsbladlöss. Inga underarter finns listade i Catalogue of Life.